# RUN60
『RUN60』（ラン シックスティ）は、2011年の日本映画、および2012年のテレビドラマ・映画。

## 概要
ユニバーサルJが所属する5組のアーティストとコラボレーションした作品。イメージソングとして起用されているアーティストのミュージックビデオに映画のシーンが組み込まれており、5組のミュージックビデオを全部見ると初めて物語がつながる作りとなっている。劇場公開に先立ち、物語の序章となるSECTION0、ならびにSECTION1からSECTION5のイメージソングアーティストのPVがYouTubeで配信されており、劇場ではその続きとなるSECTION6も見られる。ユナイテッド・シネマ5館（豊洲、岸和田、豊橋、札幌、キャナルシティ13）にて1週間限定で公開された。DVDはローソン、HMV、UNIVERSAL MUSIC STOREでの限定発売となっている。
2012年4月よりテレビドラマが東名阪3局で放送され、第二章・第三章を特別編集した映画『RUN60 -GAME OVER-（ラン シックスティ ゲームオーバー）』が2012年6月30日よりTOHOシネマズ9館（六本木ヒルズ、お台場シネマメディアージュ、府中、ららぽーと横浜、川崎、海老名、名古屋ベイシティ、なんば、二条）をはじめとする21館にて2週間限定で公開された。

## ストーリー
ゴーストによって仕切られる、会員制の闇のギャンブルゲーム「RUN」。選ばれたターゲットが60分以内にある荷物を届け先に届けられるかどうかを賭けるゲームである。何も知らずにその依頼を受け、ゲームのターゲットに選ばれてしまった高杉裕の行く手にはゴーストの仕掛ける罠と謎の荷物、さらに水木レイとの出会いが待ち受けていた。高杉はゲームをクリアすることができるのか?

## 映画第1作

### キャスト（映画）
- 高杉裕 - 桐山漣
- 水木レイ - 小林涼子
- 真希 - 木村文乃
- 山岡医師 - 小沢一敬（スピードワゴン）
- ゴースト・アシスタント - 玄里
- スナイパー - JIN
- ゴースト - 和田聰宏
- 青山テルマ（特別出演）
- Cherie（特別出演）

### スタッフ（映画）
- プロデューサー：田中早苗
- 脚本：松田良太郎
- 監督：園田俊郎（D.Walker）
- 製作・配給：ユニバーサルJ
- 制作プロダクション：D.Walker

### イメージソング
- mihimaru GT「マスターピース」（SECTION1）
- 青山テルマ「WITHOUT U feat. 4Minute」（SECTION2）
- 超新星「クリウンナレ-キミに会いたくて-」（SECTION3）
- Cherie「恋のフシギ」（SECTION4）
- NERDHEAD「どうして好きなんだろう feat. Mai.K」（SECTION5）

## テレビドラマ版・映画第2作
2012年4月から6月まで毎日放送・中部日本放送・TOKYO MXの3局で放送された。
第一章は映画第1作の再編集版で、第二章以降はそのストーリーを生かしつつ、続編として新たなストーリーが展開される。
全9話終了後には特別編として「RUN60プロファイリング」と題し、メイキングなど制作現場の模様を放送。

### キャスト（ドラマ）

#### 第一章（第1 - 3話）
- 高杉 祐 - 桐山漣
- 水木 レイ - 小林涼子
- 山岡医師 - 小沢一敬（スピードワゴン / 第2話）
- 真希 - 木村文乃
- ゴースト - 和田聰宏（第1 - 4話）
- キム・テミ - 玄里（第1 - 4話）
- スナイパー - JIN（第2話）
- 青山テルマ（特別出演 / 第1話）
- Cherie（特別出演 / 第3話）

#### 第二章（第4 - 6話）
- 楠野 孝雄 - 寺田拓哉
- 根岸 美緒 - 森田涼花
- ピエロ - John-Hoon
- パク・ホンギ - Shin Won Ho（CROSS GENE）
- 楠野 喜美 - 岡田奈々（特別出演）
- 山下 朋子 - 松岡璃奈子（第4 - 9話）
- 田山 実 - 岡山天音
- 坂東 虎夫 - 島崎俊郎
- 品川 耕太郎 - つまみ枝豆
- 常連客 - サンガ

#### 第三章（第7 - 9話）
- 中塚 祥司 - 柄本佑（第1 - 9話）
- 桑田 和仁 - 木村了（第4 - 9話）
- 森沢 雄介 - 嶋田久作（第1 - 9話）
- 川中 陽子 - 田中美保（第4 - 9話）
- 森沢 優香 - 田﨑アヤカ

### スタッフ（ドラマ）
- 音楽：tsunenori
- 脚本：松田良太郎、正岡謙一郎（MAフィールド）
- 脚本監修：正岡謙一郎（MAフィールド）
- 撮影：HAYA、福富実（TSP）、村松剛
- 空撮：酒井隆志
- 空撮パイロット：榎本浩司
- VE：岡本健
- 音声：平井英知、勝見亘（TSP）
- 照明：野口マスト（タッチアンドゴー）
- 照明チーフ：坂本充
- 美術：原井金吾、津留啓亮
- 装飾：寺田三基子
- 衣装：横田勝広
- ヘアメイク：巴山成美、小林雄美
- 造形：西脇直人
- VFXスーパーバイザー：喜多川一郎
- 編集：手塚貴幸
- 合成：高城明紀、浜田亮
- MA：工藤雄生、妻藤卓也
- 選曲：奥山徹
- 音響効果：井筒康仁、佐々木良平
- ダンス指導：金子昌弘
- 韓国語指導：林完哲
- ガンエフェクト：芦野広忠
- エキストラ：レジェンド
- 技術協力：三和映材社、TSP、MARUNISTUDIO
- 助監督：湯本信一、伊藤良一、伊藤有祐
- キャスティング：茂木ちか、松井優（M2P）、松本拓也（EA）、今野由斐
- タイトル / モニターデザイン：watt
- タイトル：江原絵
- スチール：横内禎久
- ラインプロデューサー：森満康巳（FullForest）
- アソシエイトプロデューサー：丸山亜矢子（ユニバーサルJ）、向中野崇（D.Walker）
- プロデューサー：坂東泉（ユニバーサルJ）、田中早苗（D.Walker）
- 宣伝プロデューサー：山下佳孝（ユニバーサルJ）、藤原孝子（K-PRESS）、松本拓也
- エクゼクティブプロデューサー：楮本昌裕
- 監督：園田俊郎（D.Walker）
- 制作プロダクション：D.Walker
- 製作著作：ユニバーサルJ

### テーマ曲

#### テレビドラマ版
- オープニングテーマ / 挿入歌（第8話）：CROSS GENE「For This Love」
- 主題歌：SEAMO「君に1日1回「好き」と言う」
- 挿入歌
  - 青山テルマ「WITHOUT U feat.4Minute」（第1話）
  - NERDHEAD「Tomorrow feat.hiroko from mihimaru GT」（第2・7話）
  - NERDHEAD「どうして好きなんだろう feat.Mai.K」（第3話）
  - mihimaru GT「プロペラ大回転」（第4話）
  - John-Hoon「ORION」（第5話）
  - NERDHEAD「i'm OK feat.MiChi」（第7話）

#### 映画第2作
- 主題歌：SEAMO「君に1日1回「好き」と言う」
- 挿入歌：CROSS GENE「For This Love」

### 放送日・サブタイトル
| 章数   | 話数   | 放送日        | 放送日        | 放送日        | サブタイトル | 脚本       |
| 章数   | 話数   | 毎日放送      | 中部日本放送  | TOKYO MX      | サブタイトル | 脚本       |
| ------ | ------ | ------------- | ------------- | ------------- | ------------ | ---------- |
| 第一章 | 第1話  | 2012年4月18日 | 2012年4月20日 | 2012年4月25日 | 疾走         | 松田良太郎 |
| 第一章 | 第2話  | 2012年4月25日 | 2012年4月27日 | 2012年5月2日  | 心臓         | 松田良太郎 |
| 第一章 | 第3話  | 2012年5月2日  | 2012年5月4日  | 2012年5月9日  | 奇跡         | 松田良太郎 |
| 第二章 | 第4話  | 2012年5月9日  | 2012年5月11日 | 2012年5月16日 | 悪夢         | 正岡謙一郎 |
| 第二章 | 第5話  | 2012年5月16日 | 2012年5月18日 | 2012年5月23日 | 選択         | 正岡謙一郎 |
| 第二章 | 第6話  | 2012年5月23日 | 2012年5月25日 | 2012年5月30日 | 約束         | 正岡謙一郎 |
| 第三章 | 第7話  | 2012年5月30日 | 2012年6月1日  | 2012年6月6日  | 暗闇         | 正岡謙一郎 |
| 第三章 | 第8話  | 2012年6月6日  | 2012年6月8日  | 2012年6月13日 | 疑惑         | 正岡謙一郎 |
| 第三章 | 第9話  | 2012年6月13日 | 2012年6月22日 | 2012年6月20日 | 生死         | 正岡謙一郎 |
| 特別編 | 特別編 | 2012年6月27日 | 2012年6月29日 | 2012年6月27日 | 解析         | ---        |

- 毎日放送は、6月20日は女子サッカーヨーロッパ遠征・スウェーデン×日本戦放送のため休止。
- 中部日本放送は、6月15日はUEFA ユーロ2012・サッカー欧州選手権 グループリーグ・グループD ウクライナ×フランス戦放送のため休止。

### 放送局
| 放送対象地域 | 放送局              | 放送期間                | 放送日時                 | 放送系列 |
| ------------ | ------------------- | ----------------------- | ------------------------ | -------- |
| 近畿広域圏   | 毎日放送（MBS）     | 2012年4月18日 - 6月13日 | 水曜 26時30分 - 27時00分 | TBS系列  |
| 中京広域圏   | 中部日本放送（CBC） | 2012年4月20日 - 6月22日 | 金曜 26時30分 - 27時00分 | TBS系列  |
| 東京都       | TOKYO MX            | 2012年4月25日 - 6月20日 | 水曜 27時00分 - 27時30分 | 独立局   |